# 丁亥之变
丁亥之变发生在1227年的大蒙古国军队攻击南宋的事件。

## 背景
因宋金对峙，南宋在利州路北部建立以“三关五州”为支撑的蜀口防线，三关是仙人关（今陕西略阳北）、七方关（今甘肃徽县与陕西略阳之间）、武休关（今陕西凤县东南）。五州是凤州（今陕西凤县）、阶州（今甘肃武都）、成州（今甘肃成县）、西和州（今甘肃西和）、天水军（今甘肃天水），修筑城堡关寨。李鸣复说:四州之有家计寨，曩时吴玠实为之，岷曰仇池，凤曰秋防原，阶曰杨家崖，成曰董家山。是四者皆有险可恃，有泉可饮，又为之粮以食，为之屋以居。无事则寓于州，有事则归于寨。自绍兴以来，遵守不易，七十余载矣。金军多次攻入，皆止于此，即使攻破蜀口防线，占据兴元(今汉中) ，也难以长期驻守。
在嘉定九年（1216年）以前，南宋在蒙古与金国之间，始终是保持中立的。嘉定十年（1217年）二月以后，金人把军事的重心放在南宋方面。五月。金军正式向南宋用兵。嘉定十三年（1220年），七月。南宋淮东制置使贾涉派赵珙前往河北蒙古军前议事。次年四月，宋宁宗派苟梦玉赴铁门关（今新疆铁门关市），会面成吉思汗。嘉定十五年（1222年），驻兵陕西的蒙古军统帅木华黎，遣蒙古不花率军南越牛岭关, 剽掠南宋凤州（今陕西凤县）而去。这是蒙古人第一次对南宋进行试探性攻击。1223年随着金宋关系逐渐缓和，南宋放弃了与蒙古的协议，拒绝蒙古军借道南宋。宋理宗宝庆二年（1226年），成吉思汗在征讨西夏之余，派遣一支军队军以取金、夏为名，向南抄掠，入南宋四川境。

## 过程
宝庆三年（1227）二月，成吉思汗攻打西夏过程中，派人送两块金牌到南宋四川制置司，要南宋臣服。八日，一只蒙古骑兵以“取金、夏”为名从洮州（今甘肃省临潭县）进入南宋境内 。攻下阶州，围西和州。宋军确认来军系蒙古军后，因不得擅启边衅命令，不敢与战。蒙古军进攻阶州将利县时前锋退却，仙人关的南宋沔州都统程信误以为前方获胜，轻率出击，被击败于兰皋，宋西边良将麻仲、马翼、王平皆战死。五州之中阶州被蒙古军攻破，西和州、成州、天水军都在坚守，凤州未遭敌，然而四川制置使郑损不顾利州戎帅赵彦呐的反对，放弃关外五州，退保三关，造成成州、天水军弃守，凤州坚壁清野，遂委焚荡，西和州在利州副都统何进的坚守下坚持战斗。最终武休、七方和仙人三关落入敌手。蒙古军大肆掠夺财物，没有趁机攻城略地，郑损匆忙带制置司官员及家眷在万人大军护卫下，沿嘉陵江南逃益昌（四川广元市昭化镇）。宋军撤离五州，全面清野，远离战火的凤州、河池（今甘肃省徽县）也未能幸免。五州化为灰烬，七月，天气炎热，成吉思汗病逝，蒙古军撤出宋境。次年郑损被免职。桂如渊接任。
蒙古军队悍然发动进攻，打破了南宋政府内部主张结盟蒙古的想法，结盟的重心逐渐转移到金国方面。丁亥之变中，南宋溃兵四处抢掠，令关外百姓雪上加霜，苦不堪言。

## 评论
李鸣复《策全蜀安危疏》:丁亥之始至也，重兵扼西和，而和不动，以大将留屯，有以为备也。游骑寇同庆，而同庆不摄，以郡将坚守，而又有援兵为之助也。麻仲败 衄，程信退走，贼进窥七方，而七方不恐，以蜀帅 在石门，距关才五十里，而人心之所恃也。惟武 阶失守，贼至文阳境上，赖官军、土豪相协力，驱之而退，鞑虽纵横数月，其所破者惟一郡耳。